# Liga dos Campeões da WSE
A Liga dos Campeões da WSE (ou WSE Champions League em Inglês) é a principal competição europeia de clubes de Hóquei em Patins da Europa e é organizada pela World Skate Europe – Rink Hockey.

## História
A primeira edição decorreu no ano de 1966 sob a designação Taça dos Campeões Europeus, participando o campeão nacional de cada país, num sistema por eliminatórias a duas mãos, incluindo a final.
A partir da época 1996–97, a competição fundiu-se com a Taça das Taças de Hóquei em Patins, sendo renomeada Liga dos Campeões e disputada pelos clubes de topo dos principais campeonatos nacionais. O formato foi alterado passando a haver uma disputa de 2 eliminatórias e uma fase com 2 grupos de 4 equipas num sistema todos contra-todos. A partir desta época aplicou-se o conceito de final-four: apuramento de campeão pelas 4 equipas mais bem classificadas na fase anterior, a uma só mão.
Na época 2005-06 a competição foi renomeada Liga Europeia e na época 2007-08 a fase de grupos foi alargada a 16 equipas, deixando de haver lugar a eliminatórias preliminares.
A 5 de setembro de 2019 em Barcelona foi criada a European Hockey Clubs Association (Associação Europeia de Clubes de Hóquei em Patins em português) ou EHCA.
O processo foi liderado pelos principais clubes europeus tendo em vista a intenção de reforçar a modalidade na Europa. Um dos pontos que seriam discutidos entre a EHCA e o organismo que passou a tutelar o hóquei em patins europeu, a World Skate Europe (que substitui o CERH) seria a alteração do formato das competições europeias.
Na época 2020-21, ainda durante a pandemia de COVID-19 a Liga Europeia foi disputada por apenas 9 equipas (todas portuguesas ou espanholas).
No verão de 2021 instalou-se uma guerra entre os 2 organismos: após aparentemente terem chegado a um acordo para um novo modelo da Liga Europeia, a WSE anunciou o formato da nova prova em julho de 2021. Logo de imediato a EHCA declarou que esse modelo não era o pretendido. Os principais pontos de discórdia eram o formato (a EHCA pretendia mais jogos entre as principais equipas europeias enquanto a WSE apenas apresentou jogos a uma mão) e o reconhecimento da EHCA como entidade organizadora. Os clubes da EHCA recusaram-se a inscrever na prova.
Depois de várias reuniões com avanços e recuos, inclusivé com o organismo mundial como mediador -  World Skate - o consenso parecia encontrado, mas mais uma vez os calendários apresentados eram díspares e os clubes da EHCA acabariam por não participar na Liga Europeia de Hóquei em Patins de 2021–22  (que seria disputada apenas por 8 equipas) preferindo participar no Torneio de Celebração dos 50 anos do HC Liceo da Coruña.
Em 2022 seria conseguido o acordo entre as partes com a reformulação da Liga Europeia que voltaria à designação Liga dos Campeões.
Foram reintroduzidas as fases de qualificação (duas, na forma de grupos, todos contra todos a uma mão), alargando-se o número de participantes sobretudo dos países de menor expressão na modalidade. As equipas eliminadas nas fases de qualificação são repescadas para a Taça WSE.

## Histórico
| Taça dos Campeões Europeus |                                                     |                                                     |                                                     |                                                     |
| Época                      | Vencedor                                            | Resultado das 2 mãos                                | Finalista                                           |                                                     |
| 1965–66                    | CP Voltregà                                         | 3-1 / 6-2                                           | Hockey Monza                                        |                                                     |
| 1966–67                    | Reus Deportiu                                       | 3-3 / 6-3                                           | Hockey Monza                                        |                                                     |
| 1967–68                    | Reus Deportiu                                       | 2-0 / 6-2                                           | Triestina                                           |                                                     |
| 1968–69                    | Reus Deportiu                                       | 7-1 / 0-3                                           | SL Benfica                                          |                                                     |
| 1969–70                    | Reus Deportiu                                       | 12-5 / 8-6                                          | CP Voltregà                                         |                                                     |
| 1970–71                    | Reus Deportiu                                       | 7-7 / 9-4                                           | Hockey Novara                                       |                                                     |
| 1971–72                    | Reus Deportiu                                       | 2-10 / 11-0                                         | Hockey Novara                                       |                                                     |
| 1972–73                    | Barcelona                                           | 5-3 / 7-7                                           | SL Benfica                                          |                                                     |
| 1973–74                    | Barcelona                                           | 8-2 / 4-5                                           | D. Lourenço Marques                                 |                                                     |
| 1974–75                    | CP Voltregà                                         | 5-5 / 6-4                                           | Barcelona                                           |                                                     |
| 1975–76                    | CP Voltregà                                         | 2-2 / 3-1                                           | Barcelona                                           |                                                     |
| 1976–77                    | Sporting CP                                         | 6-0 / 6-3                                           | CP Vilanova                                         |                                                     |
| 1977–78                    | Barcelona                                           | 8-2 / 5-1                                           | Sundays                                             |                                                     |
| 1978–79                    | Barcelona                                           | 6-2 / 1-3                                           | Reus Deportiu                                       |                                                     |
| 1979–80                    | Barcelona                                           | 5-2 / 6-3                                           | SL Benfica                                          |                                                     |
| 1980–81                    | Barcelona                                           | 6-1 /6-2                                            | Giovinazzo                                          |                                                     |
| 1981–82                    | Barcelona                                           | 4-1 / 6-4                                           | Amatori Lodi                                        |                                                     |
| 1982–83                    | Barcelona                                           | 9-1 / 14-6                                          | HC Sentmenat                                        |                                                     |
| 1983–84                    | Barcelona                                           | 6-2 / 2-3                                           | Hockey Club Liceo                                   |                                                     |
| 1984–85                    | Barcelona                                           | 4-5 / 6-4                                           | FC Porto                                            |                                                     |
| 1985–86                    | FC Porto                                            | 5-3 / 7-5                                           | Hockey Novara                                       |                                                     |
| 1986–87                    | Hockey Club Liceo                                   | 4-2 / 4-3                                           | FC Porto                                            |                                                     |
| 1987–88                    | Hockey Club Liceo                                   | 1-2 / 4-1                                           | Hockey Novara                                       |                                                     |
| 1988–89                    | CE Noia                                             | 7-4 / 3-1                                           | Sporting CP                                         |                                                     |
| 1989–90                    | FC Porto                                            | 6-0 / 5-2                                           | CE Noia                                             |                                                     |
| 1990–91                    | OC Barcelos                                         | 4-4 / 3-3 (4-3 prol)                                | Roller Monza                                        |                                                     |
| 1991–92                    | Hockey Club Liceo                                   | 7-6 / 2-2                                           | Seregno                                             |                                                     |
| 1992–93                    | Igualada HC                                         | 4-1 / 8-3                                           | SL Benfica                                          |                                                     |
| 1993–94                    | Igualada HC                                         | 7-4 / 2-3                                           | OC Barcelos                                         |                                                     |
| 1994–95                    | Igualada HC                                         | 3-4 / 3-1                                           | SL Benfica                                          |                                                     |
| 1995–96                    | Igualada HC                                         | 0-0 / 2-2                                           | Barcelona                                           |                                                     |
| Liga dos Campeões          |                                                     |                                                     |                                                     |                                                     |
| Época                      | Vencedor                                            | Resultado                                           | Finalista                                           | Local                                               |
| 1996–97                    | Barcelona                                           | 3-3 (4-3 gp)                                        | FC Porto                                            | Barcelona                                           |
| 1997–98                    | Igualada HC                                         | 8-1                                                 | Amatori Vercelli                                    | Vercelli                                            |
| 1998–99                    | Igualada HC                                         | 4-4 (6-5 gp)                                        | FC Porto                                            | Igualada                                            |
| 1999–00                    | Barcelona                                           | 3-2 (prol)                                          | FC Porto                                            | Porto                                               |
| 2000–01                    | Barcelona                                           | 4-2 (prol)                                          | Hockey Club Liceo                                   | Sevilha                                             |
| 2001–02                    | Barcelona                                           | 2-1 (prol)                                          | OC Barcelos                                         | Guimarães                                           |
| 2002–03                    | Hockey Club Liceo                                   | 2-2 (4-3 gp)                                        | Igualada HC                                         | A Coruña                                            |
| 2003–04                    | Barcelona                                           | 3-0                                                 | FC Porto                                            | Viareggio                                           |
| 2004–05                    | Barcelona                                           | 3-2                                                 | FC Porto                                            | Reus                                                |
| Liga Europeia              |                                                     |                                                     |                                                     |                                                     |
| 2005–06                    | AP Follonica Hockey                                 | Liguilha                                            | FC Porto                                            | Torres Novas                                        |
| 2006–07                    | Barcelona                                           | 5-2                                                 | Bassano                                             | Bassano                                             |
| 2007–08                    | Barcelona                                           | 5-2                                                 | Reus Deportiu                                       | Barcelona                                           |
| 2008–09                    | Reus Deportiu                                       | 2-2 (2-1 gp)                                        | Patí Vic                                            | Bassano                                             |
| 2009–10                    | Barcelona                                           | 4-1                                                 | Patí Vic                                            | Valdagno                                            |
| 2010–11                    | Hockey Club Liceo                                   | 7-4                                                 | Reus Deportiu                                       | Andorra-a-Velha                                     |
| 2011–12                    | Hockey Club Liceo                                   | 4-2                                                 | Barcelona                                           | Lodi                                                |
| 2012–13                    | SL Benfica                                          | 6-5 (prol)                                          | FC Porto                                            | Porto                                               |
| 2013–14                    | Barcelona                                           | 3-1                                                 | FC Porto                                            | Barcelona                                           |
| 2014–15                    | Barcelona                                           | 4-3                                                 | Patí Vic                                            | Bassano                                             |
| 2015–16                    | SL Benfica                                          | 5-3                                                 | U. D. Oliveirense                                   | Lisboa                                              |
| 2016–17                    | Reus Deportiu                                       | 4-1                                                 | U. D. Oliveirense                                   | Lérida                                              |
| 2017–18                    | Barcelona                                           | 4-2                                                 | FC Porto                                            | Porto                                               |
| 2018–19                    | Sporting CP                                         | 5-2                                                 | FC Porto                                            | Lisboa                                              |
| 2019–20                    | Edição não concluída devido à Pandemia de COVID-19. | Edição não concluída devido à Pandemia de COVID-19. | Edição não concluída devido à Pandemia de COVID-19. | Edição não concluída devido à Pandemia de COVID-19. |
| 2020–21                    | Sporting CP                                         | 4-3 (prol)                                          | FC Porto                                            | Luso                                                |
| 2021–22                    | GSH Trissino                                        | 4-4 (3-1 g.p.)                                      | AD Valongo                                          | Torres Novas                                        |
| Liga dos Campeões da WSE   |                                                     |                                                     |                                                     |                                                     |
| 2022–23                    | FC Porto                                            | 5-1                                                 | AD Valongo                                          | Viana do Castelo                                    |
| 2023–24                    | Sporting CP                                         | 2-1                                                 | UD Oliveirense                                      | Porto                                               |
| 2024-25                    | Óquei Clube de Barcelos                             | 1-1 (2-0)                                           | Futebol Clube do Porto                              | Matosinhos                                          |

### Vitórias por equipa
| Equipa              | Vitórias |
| ------------------- | -------- |
| Barcelona           | 22       |
| Reus Deportiu       | 8        |
| Igualada HC         | 6        |
| Hockey Club Liceo   | 6        |
| Sporting CP         | 4        |
| CP Voltregá         | 3        |
| FC Porto            | 3        |
| SL Benfica          | 2        |
| OC Barcelos         | 2        |
| GSH Trissino        | 1        |
| CE Noia             | 1        |
| AP Follonica Hockey | 1        |
| Total               | 59       |

### Vitórias por país
| País     | Vitórias |
| -------- | -------- |
| Espanha  | 46       |
| Portugal | 11       |
| Itália   | 2        |
| Total    | 59       |